# Спиркин, Борис Матвеевич
Борис Матвеевич Спиркин — советский футболист, защитник, воспитанник куйбышевского футбола, Мастер спорта СССР.
Борис Спиркин, воспитанник куйбышевского «Динамо» (первый тренер — Михаил Сенин). В 1957 году старшим тренером «Крыльев Советов» Вячеславом Соловьевым был приглашен в команду. Поначалу играл в дубле. В следующем сезоне при новом тренере Александре Абрамове — вновь дубль. Пробился в основной состав было трудно. В 1960 году ушел в калининградскую «Балтику», играл защитником и полузащитником в 25 матчах, забил 12 мячей. Через год вернулся в Куйбышев. Дебютировал 2 мая 1961 в матче с «Трудовыми резервами» в Курске. Сыграл в первенстве страны 27 матчей из 28. «Крылья Советов» выиграли зональный и финальный турниры, стали чемпионами РСФСР.
В классе «А» Спиркин дебютировал 13 мая 1962 в Москве против «Спартака».
Все чаще играл за дубль. Всего в основном составе провел в 1961—1962 годах 35 матчей.
С 1963 года — ведущий игрок куйбышевского «Металлурга». Был капитаном команды.
С 1966 года Спиркин стал тренером «Металлурга», помогая Федору Новикову. Успешным для команды был и сезон 1967 года — вновь выход в полуфинал класса «Б». Это был последний сезон Бориса Спиркина в большом футболе.
Борис Спиркин — родственник Бориса Казакова, его сестра вышла замуж за футболиста.